# Diocesi di Santa Giusta

Mappa delle diocesi e delle province ecclesiastiche sarde in epoca medievale.

La diocesi di Santa Giusta (in latino Dioecesis Sanctae Iustae) è una sede soppressa e sede titolare della Chiesa cattolica.

## Territorio
Tradizionalmente, la ricostruzione del territorio della diocesi è basata sulle opere di Giovanni Francesco Fara, storico della fine del XVI secolo; in base alle sue argomentazioni, il territorio della diocesi era costituito da due entità non contigue, separate dal territorio dell'arcidiocesi di Oristano, ossia la regione attorno a Santa Giusta e la parte settentrionale del giudicato di Arborea, comprensivo della media valle del Tirso e della Barbagia di Ollolai. La diocesi risulta così costituita dai seguenti abitati:
- nella Parte Guilcer: Paulilatino, Ghilarza, Abbasanta, Aidomaggiore, Domusnovas, Norghiddo, Soddì, Orogono, Tadasuni, Zuri, Sedilo, Uschei, Urri, Boele, Lighei, Suei, Nordai e Guilcier;
- nella Parte Barigadu: Sorradile e Neoneli;
- nella Barbagia di Ollolai: Ollolai, Olzai, Gavoi, Mamoiada, Ovodda, Lodine e Fonni.[4]

Gli studi condotti da Corrado Zedda e Raimondo Pinna, a partire dalle Rationes Decimarum Sardiniae, hanno completamente rivisto la mappa diocesana, arrivando alla conclusione che il territorio di Santa Giusta era costituito da una sola entità e ad essere divisa in due era invece la sede metropolitana. Secondo i due studiosi, la diocesi era costituita dai territori dei paesi di Arborea, Marrubiu, Santa Giusta, Villaurbana, Silì (frazione di Oristano), Palmas Arborea, Siamanna, Siapiccia, Simaxis, Ollastra Simaxis, Villanova Truschedu, Paulilatino, Abbasanta, Ghilarza, Norbello, Sorradile, Ardauli, Bidonì e Nughedu Santa Vittoria. Secondo questa ricostruzione, «la diocesi di Santa Giusta era una vera e propria "diocesi fluviale": seguiva il percorso del fiume Tirso dalla confluenza col Taloro fino alla foce».
Sede vescovile era la città di Santa Giusta, dove si trovava la cattedrale omonima, edificata nel XII secolo.

## Storia
È ancora oggetto di discussione l'origine della diocesi di Santa Giusta, da collocare comunque nella seconda metà dell'XI secolo. Secondo Zedda e Pinna la diocesi sarebbe stata eretta o in occasione del concilio sardo indetto da papa Urbano II a Torres attorno al 1093 e presieduto dal legato Dagoberto, metropolita di Pisa, oppure poco prima, verso il 1090 o il 1092, in concomitanza con l'erezione di Oristano a sede metropolitana. A questa tesi si oppone quella del gesuita Raimondo Turtas, secondo il quale Santa Giusta sarebbe stata eretta da papa Alessandro II (1061-1073) tramite un suo legato, che elevò la diocesi di Tharros alla dignità metropolitica, con sede trasferita a Oristano, e con le suffraganee di Santa Giusta, Terralba e Usellis.
Secondo la storiografia tradizionale, la diocesi di Santa Giusta sarebbe erede dell'antica diocesi di Forum Traiani. Gli studi di geografia ecclesiastica condotti dagli storici Zedda e Pinna, con la revisione della mappa diocesana di santa Giusta, portano gli autori a concludere che bisogna sfatare «il luogo comune che vuole Santa Giusta erede dell'antica diocesi di Forum Traiani, Fordongianus, esistente nel VI-VII secolo... come già dimostrato dalle Rationes Decimarum, nelle quali l'attuale Fordongianus risulta sotto la giurisdizione di Oristano».
Primo vescovo storicamente documentato è Agostino, il quale fu presente nel 1119 alla consacrazione della chiesa di San Saturnino a Cagliari. Nell'Ottocento, lo storico Polemone Luigi Bima parla di un vescovo Efisio, menzionato in un documento databile al 1080 circa; tuttavia finora il diploma cui si riferisce il Bima non è ancora stato individuato. La diocesi era suffraganea dell'arcidiocesi di Oristano, sede metropolitana del giudicato di Arborea.
I vescovi di Santa Giusta occuparono un posto di primo piano nella politica dei giudici di Arborea, arrivando a coprire il ruolo di consigliere e di cancelliere dei giudici. Questa preminenza è ancora documentata nel XIV e XV secolo, durante la dominazione aragonese. A Santa Giusta inoltre si celebrò nel 1226, alla presenza di «archiepiscopi et episcopi Sardinie et alia multitudo prelatorum», un concilio della chiesa sarda, alla presenza del cardinale Gottifredo, legato di papa Onorio III, per l'attuazione e l'applicazione dei decreti del quarto concilio lateranense.
La sede fu soppressa da papa Giulio II con la bolla Aequum reputamus dell'8 dicembre 1503. Ma tale disposizione ebbe effetto solo dopo la morte del vescovo in carica, Gaspare, menzionato per l'ultima volta in occasione della sua partecipazione al quinto concilio lateranense del 1512. La sua soppressione e l'unione con l'arcidiocesi di Oristano fu confermata da un'altra bolla pontificia del 15 luglio 1515.
Dal 1968 Santa Giusta è annoverata tra le sedi vescovili titolari della Chiesa cattolica; dal 13 giugno 1998 l'arcivescovo, titolo personale, titolare è Luigi Gatti, già nunzio apostolico in Grecia.

## Cronotassi

### Vescovi
- Agostino † (menzionato nel 1119)
- Paucapelea † (menzionato nel 1147)
- Ugo † (prima del 1164 - dopo il 1182)
- Stefano † (prima del 1195 - dopo il 1196)
- Anonimo † (menzionato nel 1201)[13]
- Bonaccorso † (menzionato nel 1206)
- Anonimo † (menzionato nel 1215)[14]
- Pietro de Marzio † (prima del 1228 - dopo il 1237)
- Mar(co) o Mar(zuclo) † (prima del 1263 - dopo il 1268)
- Giovanni † (prima del 1291 - dopo il 1309)
- Federico, O.P. † (? deceduto)
- Guglielmo † (19 settembre 1318 - ? deceduto)
- Pietro di Dio, O.Cist. † (23 marzo 1330 - ?)
- Jacopo Cucchi, O. P. † (circa 1340 - 1349 deceduto)
- Palatino di San Pietro, O.F.M. † (2 settembre 1349 - ?)
- Alberto † (? deceduto)
- Bernardo Font, O.Carm. † (27 giugno 1354 - ? deceduto)
- Leonardo de Zori † (31 luglio 1355 - dopo il 28 aprile 1383)
- Serafino Travagio da Trio, O.F.M. † (16 dicembre 1387 - ?)
- Giovanni † (3 settembre 1389 - ? deceduto)
- Geminiano † (10 dicembre 1400 - 1401 deceduto)
- Domenico, O.F.M. † (2 luglio 1401 - ? deceduto)
- Ettore Antonio, O.P. † (14 aprile 1428 - ? deceduto)
- Antonio Manca, O.P. † (circa 1431 - dopo il 13 marzo 1433 deceduto)
- Pietro de Villena, O.F.M. † (18 settembre 1433 - dopo il 1464 deceduto)
- Giovanni Garsia, O.Cist. † (18 febbraio 1467 - ?)
- Simone † (menzionato nel 1477)
- Francesco Amato † (1477 - ? deceduto)
- Antonio Rodrigo † (18 dicembre 1489 - ? deceduto)
- Gaspare di Torriglia † (8 gennaio 1494 - dopo il 1512 deceduto)
  - Sede soppressa

### Vescovi titolari
- Juan Antonio del Val Gallo † (4 aprile 1969 - 3 dicembre 1971 nominato vescovo di Santander)
- Hermenegildo Ramírez Sánchez, M.J. † (4 gennaio 1975 - 15 febbraio 1978 dimesso)
- Giovanni Cheli † (8 settembre 1978 - 21 febbraio 1998 nominato cardinale diacono dei Santi Cosma e Damiano)
- Luigi Gatti, dal 13 giugno 1998